# Petr Hapka
Petr Hapka (né le 13 mai 1944 à Prague, et mort le 25 novembre 2014 à Okoř) est un compositeur et chanteur tchèque.

## Biographie
Il étudie au Conservatoire l'alto et le chant. 
Il a composé de nombreuses chansons sur des textes de Michal Horáček. Il a aussi composé la musique de plusieurs films.
Il a travaillé, entre autres avec Jana Kirschner.
Il est l'un des signataires de l'Anticharte

## Discographie
- 1987 : Potměšilý host - Hana Hegerová - Supraphon, LP
- 1988 : V penziónu Svět - Supraphon
- 1997 : Citová investice
- 2001 : Mohlo by tu být i líp
- 2002 : Zlatá kolekce - Reader's Digest (5 CD)
- 2006 : Strážce plamene - Hapka & Horáček - Universal Music CD
- 2009 : Kudykam - Hapka & Horáček - Sony Music CD

## Musique de films
- Fany
- Copak je to za vojáka
- Perinbaba
- Fešák Hubert
- L'Abeille millénaire (Tisícročná včela)
- Den pro mou lásku
- Léto s kovbojem
- Léa
- Páni kluci
- Panna a Netvor
- Akce Bororo